# Leviia
Leviia est une start-up française fondée en 2020 par Arnaud et William Méauzoone. Elle propose des services de stockage, sauvegarde et partage de fichiers en ligne.

## Historique
Arnaud Méauzoone, diplômé d’une école d’ingénieur spécialisée en génie informatique, crée Leviia avec son frère William Méauzoone en décembre 2020 à Saint-Soupplets, en Seine-et-Marne. L'entreprise a pour objectif de fournir des solutions françaises et abordables de stockage et de partage de données aux particuliers, ainsi qu'aux entreprises et collectivités. Leviia se veut une alternative souveraine aux services américains qui dominent alors le marché, en proposant notamment un stockage des données en France, sur des serveurs français.
En 2022, Leviia annonce une levée de fonds de trois millions d'euros, auprès de la holding personnelle de Xavier Niel. Celle-ci a pour but de renforcer les équipes techniques et développer de nouveaux produits, ainsi que de permettre à Leviia de s'implanter sur de nouveaux marchés, comme ceux de la santé et de l’administration. Elle revendique en 2023 environ 300 000 utilisateurs particuliers et professionnels et emploie quinze salariés. Elle obtient également une certification du ministère de la Santé concernant l'hébergement de données de santé à caractère personnel.

## Produits
Leviia propose principalement deux solutions de stockage en ligne :
- Leviia Drive basée sur la technologie open source NextCloud[7]. C'est un outil similaire à celui fourni par Dropbox, OneDrive ou Google Drive, disponible par abonnement et livrée avec une application de bureau. Une option en marque blanche est également proposée pour les professionnels[1].
- De plus, l’entreprise propose Leviia Stockage Objet (S3), qui sert à stocker et à sauvegarder de manière sécurisée et souveraine de grandes quantités de données. Son offre se veut beaucoup moins chère, à espace de stockage équivalent, que celle proposée par les GAFAM[5].

Les données sont hébergées en France, via un partenariat signé avec OVHCloud, ce qui rend le service conforme au règlement général sur la protection des données européen. Cela permet notamment aux clients d'échapper au CLOUD Act, une loi qui autorise la justice américaine à saisir des données en Europe si elles sont hébergées sur des serveurs américains.
En matière de sécurité, les fichiers sont chiffrés au moment de l'envoi et sur les serveurs. Leviia propose également un système anti-ransomware, anti-virus et anti-malwares. Les clients de Leviia se répartissent sur trois marchés :
- Les particuliers qui souhaitent stocker leurs données sur un cloud français ;
- Les petites et moyennes entreprises qui cherchent une alternative abordable et souveraine aux services des grands groupes américains ;
- Les administrations et collectivités qui stockent et partagent leurs documents en ligne et qui ont obligation de le faire sur des serveurs français via une entreprise française.